# Zarter Gauchheil
Der Zarte Gauchheil (Anagallis tenella) ist eine Pflanzenart aus der Gattung Gauchheil (Anagallis) innerhalb der Familie der Primelgewächse (Primulaceae). Die Art wird heute oft – wie schon zu Zeiten Carl von Linnés – als Lysimachia tenella in die Gattung Gilbweideriche (Lysimachia) gestellt.

## Beschreibung

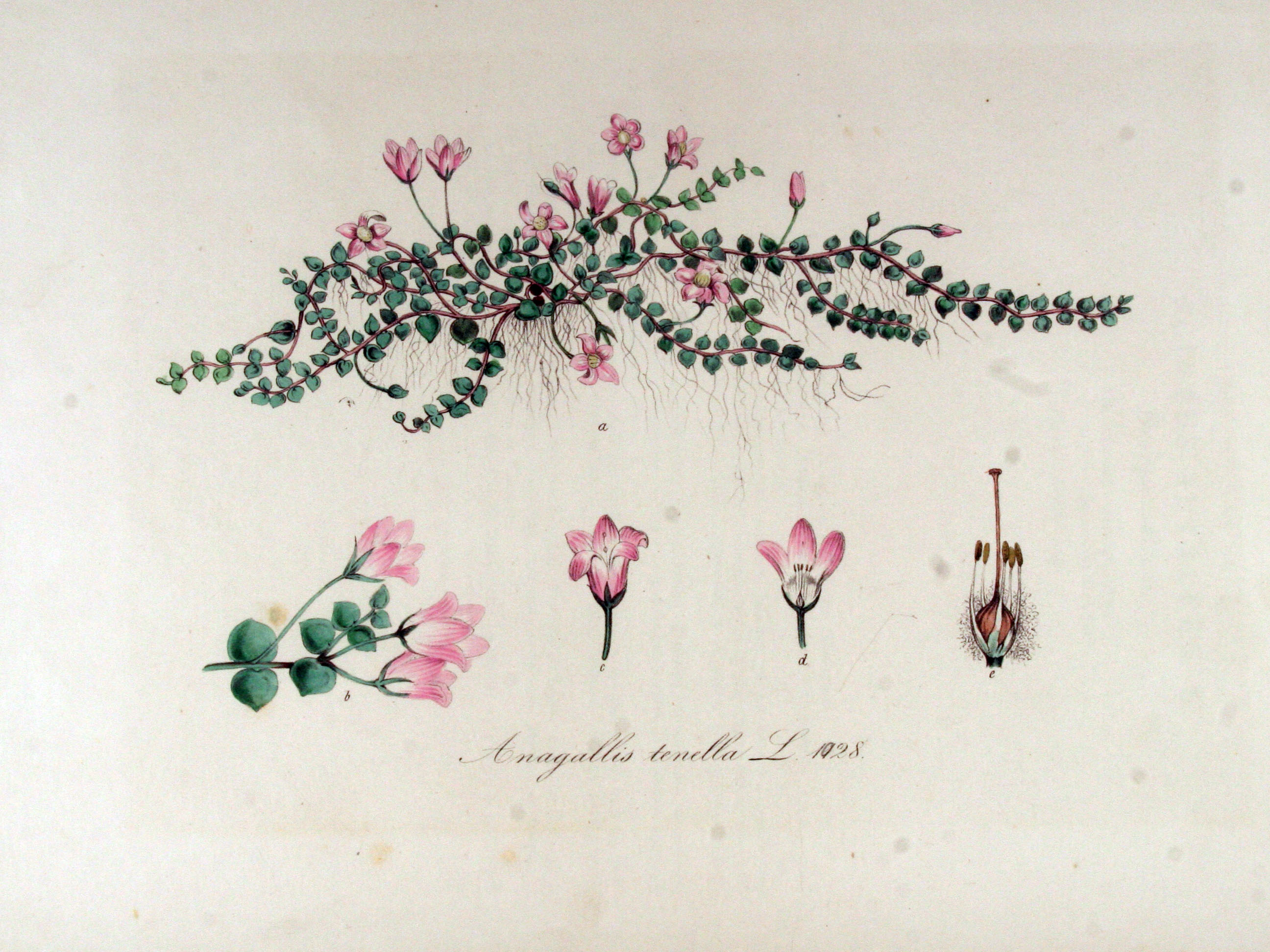
Illustration aus Flora Batava ..., Volume 13, 1868

### Vegetative Merkmale
Der Zarte Gauchheil wächst als überwinternd-grüne, ausdauernde krautige Pflanze. Die kriechenden, dünnen Stängel sind bis zu 20 Zentimeter lang und wurzeln an den Knoten. Die gegenständigen Laubblätter sind kahl und bei einer Länge von höchstens 1 Zentimeter rundlich.

### Generative Merkmale
Die Blütezeit reicht von Juni bis September. Die Blüten stehen einzeln auf 10 bis zu 35 Millimeter langen Blütenstielen in den Blattachseln. Die zwittrigen Blüten sind radiärsymmetrisch mit doppelter Blütenhülle. Die Kelchzipfel sind 3 bis 4 Millimeter lang, schmal lanzettlich und grannig zugespitzt. Die blassrosafarbenen Kronblätter sind dunkel geadert. Die glockenförmige Krone ist 6 bis 10 Millimeter lang und damit zwei- bis dreimal so lang wie der Kelch. Die Kronzipfel sind schmal lanzettlich, an der Spitze stumpf oder etwas ausgerandet und kahl. Bei den Staubblättern sind 2 länger und 3 kürzer. Die Staubfäden sind lang und dicht bärtig und zu einem Drittel ihrer Länge zu einer Röhre verwachsen. Der Griffel ist etwas länger als die Staubblätter. Die Fruchtkapsel ist etwa so lang wie der Kelch und vom verlängerten Griffel gekrönt.
Die Chromosomenzahl beträgt 2n = 22.

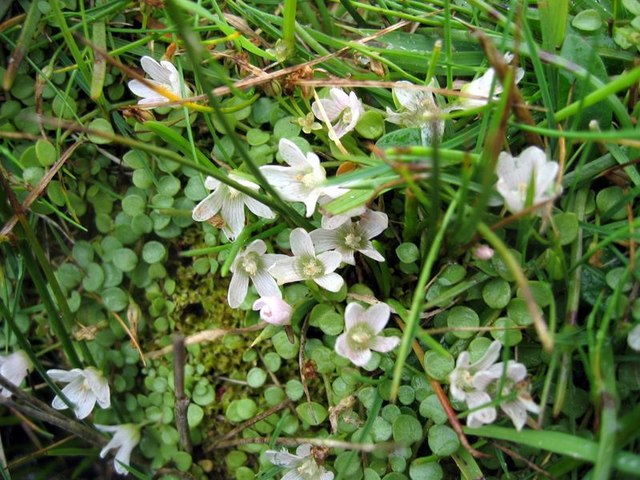
Zarter Gauchheil (Anagallis tenella)

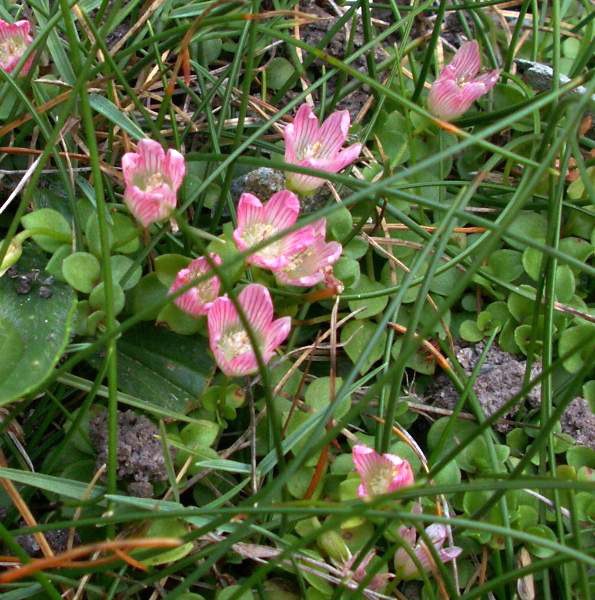
Zarter Gauchheil (Anagallis tenella) in Irland

## Ökologie
Beim Zarten Gauchheil handelt es sich um einen Chamaephyten oder Hemikryptophyten.

## Vorkommen
Der Zarte Gauchheil wächst in Eurasien, wo Moore und Quellgebiete ihre Hauptvorkommen darstellen. Die europaweit ungefährdete Art gilt in Deutschland als vom Aussterben bedroht. In Mitteleuropa lebt der Zarte Gauchheil nur noch auf isolierten Vorposten; er kommt dort nur noch vereinzelt in der Umgebung von Paderborn und im Südschwarzwald vor. Die Art ist in Deutschland durch die BArtSchV streng geschützt.
Der Zarte Gauchheil besitzt in Mitteleuropa ein typisch atlantisches Areal. Noch im letzten Jahrhundert soll er im Südschwarzwald, in der Westschweiz und am Genfer See nicht selten gewesen sein. Seinen Rückgang führt man auch auf den Rückgang der Wiesenbewässerung im Schwarzwald zurück.
Er ist gebietsweise in Mitteleuropa eine Charakterart des Anagallido tenellae-Juncetum acutiflori aus dem Verband Juncion acutiflori. Er kommt aber auch in lückigen Scheuchzerio-Caricetea fuscae-Gesellschaften (Niedermoore und Zwischenmoore) oder in Littorelletea-Gesellschaften (Strandling-Gesellschaften) vor. In Schwarzwald steigt die Art heute nur bis 670 Meter Meereshöhe auf. Früher kam die Art dort auch noch bis 800 Meter Meereshöhe vor.
Der Zarte Gauchheil gedeiht am besten auf kalkarmen oder kalkfreien, aber durchaus basenhaltigen, feuchten oder nassen, sandig-Tonigen Böden. Er besiedelt vernässte Stellen in Mooren, in Gräben, seltener auch auf Äckern oder auf Brachland. Er kommt nur in Gebieten mit hoher Luftfeuchtigkeit vor.
Die ökologischen Zeigerwerte nach Landolt et al. 2010 sind in der Schweiz: Feuchtezahl F = 4+w (nass aber mäßig wechselnd), Lichtzahl L = 4 (hell), Reaktionszahl R = 2 (sauer), Temperaturzahl T = 4 (kollin), Nährstoffzahl N = 2 (nährstoffarm), Kontinentalitätszahl K = 1 (ozeanisch).